# Pepe (2024)
Pepe is een Dominicaans-Namibisch-Duits-Franse dramafilm uit 2024, geschreven en geregisseerd door Nelson Carlos De Los Santos Arias en werd deels in zwart-wit gefilmd.

## Verhaal
Een jong nijlpaard, bekend onder de naam Pepe, die de Colombiaanse media eraan gaven, werd gedood in de jungle van Colombia, maar keert terug in de vorm van een geest. Men hoort de stem van een nijlpaard, dat geen besef van tijd heeft, alleen van een verleden dat het achtervolgt. Het dier weet een ding zeker: het leeft niet meer. Het was de eerste en laatste in zijn soort die in Amerika werd gedood.

## Rolverdeling
| Acteur                 | Personage   |
| ---------------------- | ----------- |
| Jhon Narváez           | Pepe (stem) |
| Fareed Matjila         | Pepe (stem) |
| Harmony Ahalwa         | Pepe (stem) |
| Shifafure Faustinus    | Pepe (stem) |
| Sor María Ríos         | Betania     |
| Jorge Puntillón García | Candelario  |
| Steven Alexander       | Cocorico    |
| Nicolás Marín Caly     | Ángel       |

## Productie
De film werd ook ondersteund door het World Cinema Fund, dat in 2004 werd gelanceerd op initiatief van de Federal Cultural Foundation en de Berlinale en is een van de twaalf films die zijn uitgenodigd voor de Berlinale.
Pepe was een nijlpaard dat van zijn thuisland in Afrika naar Colombia werd overgebracht om in de privédierentuin van drugsbaron Pablo Escobar te verblijven. Het verhaal wordt 'verteld' door het dier zelf. Carlo Chatrian, de artistiek directeur van de Berlinale, verklaarde: "de film bevatte een mix van genres en stijlen, waardoor het de meest 'niet-classificeerbare' film in de selectie is.

## Release
Pepe ging op 20 februari 2024 in première op het Internationaal filmfestival van Berlijn in de competitie voor de Gouden Beer.

## Prijzen en nominaties
De belangrijkste:
| Jaar | Prijs                                   | Categorie                          | Genomineerde(n)                   | Uitslag     |
| ---- | --------------------------------------- | ---------------------------------- | --------------------------------- | ----------- |
| 2024 | Internationaal filmfestival van Berlijn | Gouden Beer                        | Nelson Carlos De Los Santos Arias | Genomineerd |
| 2024 | Internationaal filmfestival van Berlijn | Zilveren Beer voor beste regisseur | Nelson Carlos De Los Santos Arias | Gewonnen    |